# Отешево
Отешево (мкд. Отешево) је насеље у Северној Македонији, у јужном делу државе. Отешево припада општини Ресан.

## Географија
Насеље Отешево је смештено у југозападном делу Северне Македоније. Од најближег већег града, Битоља, насеље је удаљено 45 km западно, а од општинског средишта 20 јужно.
Отешево се налази у области Горње Преспе, области око западне и северне обале Преспанског језера. Насеље је смештено на западној обали Преспанског језера. Западно од насеља стрмо се издиже планина Галичица. Надморска висина насеља је приближно 870 метара.
Клима у насељу је планинска због знатне надморске висине.

## Становништво
Отешево је према последњем попису из 2002. године било без становника. Насеље је више туристичко и викенд-насеље. 
Претежно становништво били су етнички Македонци.
Већинска вероисповест било је православље.